# Liste von Persönlichkeiten der Stadt Mühldorf am Inn
Die folgende Liste führt Persönlichkeiten auf, die mit der Stadt Mühldorf am Inn in enger Verbindung stehen.

## Ehrenbürger
Die Ehrenbürgerwürde ist die höchste Auszeichnung, die die Stadt Mühldorf vergibt. Die Verleihung erfolgt an Persönlichkeiten, die sich durch herausragenden Einsatz für die Stadt verdient gemacht haben. Durch die strengen Kriterien bekamen bisher nur 14 Menschen diese Würde verliehen.
- Karl Kaerner (* 26. Juli 1804 in Kusel; † 30. September 1869 in München) wurde am 14. Februar 1852 für seine Leistung als Bauleiter beim Bau der Innbrücke die Ehrenbürgerwürde verliehen. Kaerner war seit 1848 Vorstand der Bauinspektion Rosenheim.

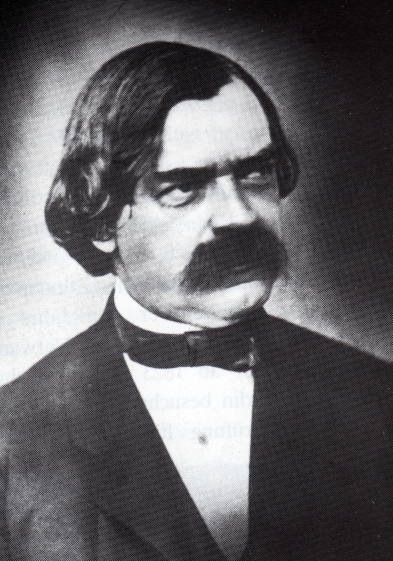
Gustav von Schlör

- Gustav von Schlör (* 4. April 1820 in Vilseck; † 25. September 1883 in München) wurde am 30. Mai 1871 zum Ehrenbürger der Stadt Mühldorf ernannt. Er hat sich als bayerischer Handelsminister für den Ausbau Mühldorfs zum Eisenbahnknotenpunkt eingesetzt, ein Engagement, dessen Auswirkungen noch heute die Stadt prägen.
- Anton Fent (* 25. Dezember 1840 in Roggenburg (bei Ulm); † 23. Februar 1915 in Mühldorf) wurde am 25. November 1910 Ehrenbürger der Stadt. Er war fast 40 Jahre lang Schulleiter an der Mühldorfer Fortbildungsschule, bevor er 1910 in den Ruhestand ging.
- Franz Xaver Fischer (* 9. Januar 1851 in München; † 9. Januar 1940 in Mühldorf) diente der Stadt von 1878 bis 1919 im Gemeindekollegium, im Magistrat und zuletzt 19 Jahre lang als Bürgermeister. In dieser Zeit hat Fischer maßgeblich den Ausbau der Elektrizitäts- und Wasserversorgung der Stadt vorangetrieben. Während des Ersten Weltkrieges leitete er nahezu im Alleingang die Verwaltung der Stadt. Wegen seines langjährigen Engagements verlieh ihm die Stadt am 10. April 1919 die Ehrenbürgerwürde.
- Georg von Orterer (* 30. Oktober 1849 in Wörth (bei Erding); † 5. Oktober 1916 in München) wurde am 4. Juni 1897 die Ehrenbürgerwürde verliehen. Die Stadt dankte dem Politiker für seine Verdienste um den Bau der Eisenbahnlinie Mühldorf–Altötting–Burghausen, welche 1897 eröffnet wurde.
- Leo Mulfinger (* 26. Dezember 1882 in Marktbreit; † 27. September 1958 in Mühldorf) war seit 1919 in leitender Position für die Stadtverwaltung verantwortlich. Ihm war es zu verdanken, dass Mühldorf 1921 eine Realschule erhielt, das heutige Gymnasium. Außerdem widmete er sich als Stadtamtmann dem Ausbau der Stadt. Von 1932 bis 1937 war Mulfinger neben seinen bisherigen Aufgaben auch Bürgermeister. Dieses Amt gab er schließlich zu Gunsten seines Amtes in der Verwaltung wieder auf. Am 27. Dezember 1952 ernannte ihn der Stadtrat zum Ehrenbürger Mühldorfs.
- Adolf Hitler (aberkannt 1945)
- Hans Gollwitzer (* 13. Januar 1896 in Erding; † 24. März 1979 in Mühldorf) war ab 1937 Bürgermeister der Stadt. Bereits zu dieser Zeit wurde ihm schon einmal die Ehrenbürgerwürde verliehen, nach dem Krieg aber wieder aberkannt. Im Zweiten Weltkrieg war er Bataillonskommandeur im Krieg gegen die Sowjetunion und in Frankreich. Am 2. Mai 1945 übergab Bürgermeister Gollwitzer die Stadt, entgegen den Anordnungen von höherer Stelle, kampflos den amerikanischen Truppen. Zunächst seines Amtes enthoben, wurde er 1952 wieder zum Bürgermeister gewählt und hatte dieses Amt bis zu seiner Pensionierung 1966 inne. Im Anschluss verwaltete er als ehrenamtlicher Mitarbeiter die Stadtbücherei und das Stadtarchiv. Am 14. Januar 1971 wurde Altbürgermeister Gollwitzer in Anerkennung seiner Verdienste um die Stadt Mühldorf erneut die Ehrenbürgerwürde verliehen. Diese Verleihung an das frühere NSDAP-Mitglied ist bis heute bei einigen Mühldorfern umstritten, klar ist aber, dass Gollwitzer durch seine letzte Amtshandlung im Zweiten Weltkrieg der Stadt großen Schaden ersparte.
- Josef Klapfenberger (* 25. Juni 1905 in Edling; † 13. Oktober 1980 in Mühldorf) war von 1950 bis 1980 Stadtpfarrer von Mühldorf. Am 12. Juni 1975 überreichte ihm der damalige Bürgermeister Josef Federer die Urkunde als Ehrenbürger der Stadt. Klapfenberger setzte sich für die Renovierung der Katharinen- und der Nikolauskirche ein und trieb den Neubau eines Altenheimes und eines Kindergarten voran.
- Josef Federer (* 19. April 1921 in Fronberg (heutiger Stadtteil von Schwandorf); † 6. September 2014 in Mühldorf) wurde 1966 zum Bürgermeister von Mühldorf gewählt. Davor war er bei der Landeskrankenkasse Mühldorf und der AOK tätig. Während des Zweiten Weltkrieges war er als Oberleutnant in Frankreich und der Sowjetunion eingesetzt und kam 1946 aus amerikanischer Kriegsgefangenschaft zurück. Während seiner 24-jährigen Amtszeit war er für den Bau vieler kommunaler Behörden mitverantwortlich. Am 3. Mai 1990, kurz nach seiner Pensionierung, wurde Altbürgermeister Federer die Ehrenbürgerwürde verliehen.[1]
- Maria Joviana Angerer engagierte sich als Mallersdorfer Schwester in der Krankenpflege.
- Hans-Rudolf Spagl (* 1924; † 2003) erwarb sich Verdienste um das Museumswesen.
- Manfred Hartmann (* 1933 in Mühldorf am Inn) war Bankdirektor, Vizepräsident des Bayerischen Raiffeisenverbands und Mitglied des Bayerischen Senats.
- Erich Rambold (* 1937 in Berlin) war von 1970 bis 2002 Landrat des Landkreises Mühldorf.
- Günther Knoblauch (* 1948 in Mühldorf am Inn) war von 1990 bis 2014 Bürgermeister der Stadt Mühldorf am Inn.

## Persönlichkeiten, die vor Ort gewirkt haben
- Nikolaus Grill (* um 1340) war ein bedeutender Bürger Mühldorfs, wohlhabender Kaufmann, Ratsmitglied und um 1400 Verfasser der Mühldorfer Annalen im Mühldorfer Stadtrechtsbuch.[2]
- Der Meister von Seeon, ein bekannter Bildhauer des 15. Jahrhunderts, hat aller Wahrscheinlichkeit in Mühldorf seine Werkstatt betrieben. Von ihm stammt unter anderem die „Madonna mit Kind“ von 1420, die im Mühldorfer Kreismuseum ausgestellt ist.
- Degenhart Pfäffinger (1471–1519), bedeutender Ritter und Adeliger aus dem Raum Mühldorf. Degenhart Pfäffinger (auch Pfaffinger oder Pfeffinger) hatte das niederbayerische Erbmarschallamt inne, war innerster Kämmerer des Kurfürsten von Sachsen Friedrich dem Weisen und hatte Verbindungen zu Kaiser Maximilian I., Kaiser Karl V.,  Papst Leo X. und Martin Luther.
- Wolfgang Summerer (1709–1777), 1739 bis 1777 Dekan des Kollegiatstifts in Mühldorf.
- Johann Baptist von Weißbrod (1778–1865), Geburtshelfer und Hochschullehrer, war von 1804 bis 1821 Landgerichtsarzt in Mühldorf
- Ernst von Gagern (1807–1865) war in den 1830er-Jahren als Cooperator in Mühldorf tätig. Spross eines bekannten deutschen Adelsgeschlechtes und bedeutende Priestergestalt des 19. Jahrhunderts. Er hatte Verbindungen zu hochrangigen Politikern und zu hohen Adelskreisen bis hin zum bayerischen Königshaus.
- Der Pfarrer Joseph Probst (1816–1884) gründete auf dem Ecksberg die älteste Behindertenanstalt Bayerns.

## Söhne und Töchter der Stadt
- Marian Wimmer (1725–1793), Priestermönch, Mundart-Textdichter, Professor und Präfekt am Salzburger Benediktinergymnasium
- Johann Georg Hargasser (1785–1824), Pharmazeut und Botaniker
- Gustav Gurschner (1873–1970), Bildhauer
- Hermann Strebel (1877–1949), Mundartdichter, Humorist und Unterhaltungskünstler
- Peter Ostermayr (1882–1967), Filmproduzent
- Joseph Weber (1894–1932), Politiker (KPD/SPD), Abgeordneter des Bayerischen Landtages
- Johannes Matthaeus Koelz (1895–1971), Künstler
- Hans Weber (1895–1986), Politiker (KPD)
- Sophie Hartmann (1901–1967), Schriftstellerin
- Herbert Capeller (1907–1978), Maler
- Georg Meier (1910–1999), Motorrad- und Automobilrennfahrer, Sportler des Jahres 1949
- Josef Schörghuber (1920–1995), geboren in Mitteraham, Unternehmer
- Josef Wyss (1922–2005), Bildhauer, Plastiker, Zeichner und Dichter
- Hannes Obermaier (1923–1990), Boulevard-Kolumnist
- Karl Scheidl (* 1929), Wirtschaftswissenschaftler und Hochschullehrer
- Manfred Hartmann (* 1933), Bankdirektor
- Alfred Kraus (1934–2022), Neurologe, Psychotherapeut und Psychiater
- Alois Baumgartner (* 1941), Theologe
- Manfred Wutzlhofer (* 1944), Leiter des Direktoriums der Münchener Stadtverwaltung
- Michael Schmid (* 1945), österreichischer Politiker und ehemaliger Bundesminister für Verkehr, Innovation und Technologie
- Günther Knoblauch (* 1948), Bürgermeister der Stadt Mühldorf am Inn, Mitglied des Bayerischen Landtags
- Maria Krautzberger (* 1954), Staatssekretärin in der Berliner Senatsverwaltung für Stadtentwicklung und Präsidentin des deutschen Umweltbundesamtes
- Waltraud Schreiber (* 1956), Geschichtsdidaktikerin
- Marianne Zollner (* 1956), Politikerin (SPD), Bürgermeisterin von Mühldorf am Inn
- Wolfgang Schleich (* 1957), Physiker und Hochschullehrer
- Marcel Huber (* 1958), Politiker (CSU)
- Franz Schick (* 1960), Fußballspieler
- Eduard Heindl (* 1961), Wissenschaftler und Unternehmer
- Stefan Schörghuber (1961–2008), Unternehmer und ehemaliger Inhaber der Schörghuber Unternehmensgruppe
- Hans-Georg Hermann (* 1963), Rechtswissenschaftler und Hochschullehrer
- Bernhard Simmelbauer (* 1963), Kunstturner
- Roland Kneißl (* 1963), Fußballspieler
- Beate Kellner (* 1963), Germanistin
- Thomas Gutmann (* 1964), Jurist
- Hildegunde Artmeier (* 1964), Krimi- und Thrillerautorin
- Hans Kotter (* 1966), Künstler
- Sigrid Artmann (* 1966), Künstlerin
- Margit Auer (* 1967), Journalistin und Schriftstellerin
- Sepp Hochreiter (* 1967), Informatiker
- Klaus Bernhardt (* 1968), Autor
- Sandra Bubendorfer-Licht (* 1969), Politikerin (FDP), MdB
- Susanne Westphal, bürgerlich Susanne Berg (* 1970), Unternehmerin und Autorin
- Andreas Winter (* 1971), Mathematiker, Physiker und Hochschullehrer
- Andreas Lorenz (* 1971), Politiker (CSU) Landtagsabgeordneter
- Kriemhild Jahn (* 1972), Sängerin
- Doris R. Thomas (* 1972), Autorin
- Martin Huber (* 1977), Politiker (CSU)
- Sebastian Harrer (* 1977), Filmemacher, Drehbuchautor, Werbe- und Spielfilmregisseur
- Michael Hetzl (* 1987), Politiker (Unabhängige Mühldorfer/Freie Wähler), erster Bürgermeister von Mühldorf am Inn
- Manuel Riemann (* 1988), Fußballtorwart
- Ferdinand Tille (* 1988), Volleyballspieler und Ex-Nationalspieler
- Alexander Riemann (* 1992), Fußballspieler
- Tobias Schröck (* 1992), Fußballspieler
- Jonas Folger (* 1993), Motorradrennfahrer
- Alexandra Burghardt (* 1994), Leichtathletin
- Luca Grünwald (* 1994), Motorradrennfahrer
- Leonhard Tille (* 1995), Volleyballspieler und Ex-Nationalspieler
- Theresa Wagner (* 1995), Eishockeyspielerin
- Johannes Tille (* 1997), Volleyballspieler und Nationalspieler
- Iven Ferch (* 1997), Volleyballspieler